# Ill Manors
Ill Manors is een Britse misdaadfilm en de eerste lange speelfilm die door  muzikant en acteur Ben Drew, alias Plan B, geschreven en geregisseerd werd.
Ieder verhaal in de mozaïekfilm bevat een rap van Plan B.

## Verhaal
De film gaat over een aantal Londense jongeren aan de zelfkant van de maatschappij.
Als de scholier Jake wiet wil kopen, stelt de dealende bende hem de voorwaarde zijn vriend te slaan. Jake wordt opgenomen in de bende maar moet zijn loyaliteit bewijzen door een moord te plegen. 
Ed beschuldigt de verslaafde prostituee Michelle ervan zijn  mobiele telefoon te hebben gestolen en laat haar klant na klant afwerken om de telefoon terug te betalen waarna blijkt dat ze de telefoon niet gestolen heeft.
Katya wordt achtervolgd nadat ze is ontsnapt uit het bordeel waarin ze werkte. Om van haar achtervolger af te komen duwt ze haar baby in een kinderwagen een trein in. Nadat de achtervolger is ingestapt sluiten de deuren en Katya blijft zonder haar baby achter op het perron. Aaron legt zijn pistool en drugs in de kinderwagen en loopt op die manier ongemerkt langs de politie. Aaron en Ed verkopen de baby voor 8000 aan de eigenaren van de pub. Als Katya en Michelle Aaron vinden gaan ze naar de pub om de baby terug te halen. Aaron biedt het stel zijn helft van het geld maar het stel wil de baby alleen afgeven tegen het hele bedrag. Als brand uitbreekt in het pand probeert Katya haar baby, die boven ligt te redden maar ze struikelt door de rook. Aaron redt Katya maar laat er een pistool achter. Ed gaat het brandende pand in om het pistool op te halen omdat hij met de dood is bedreigd als hij deze niet terugbrengt bij de eigenaar ervan en hoort ook de baby huilen. Hij gooit de baby en het pistool uit het raam en laat Aaron deze opvangen. Hij klimt uit het raam maar glijdt uit en valt dood.

## Rolverdeling
- Riz Ahmed als Aaron
- Ed Skrein als Ed
- Keith Coggins als Kirby
- Lee Allen als Chris
- Nick Sagar als Marcel
- Ryan De La Cruz als Jake
- Anouska Mond als Michelle
- Mem Ferda als Vladimir
- Nathalie Press als Katya
- Martin Serene als Wild Bill
- Sean Sagar als Freddie
- Georgia Farthing als April
- Dannielle Brent als Jo
- Eloise Smyth als Jody
- Clara Castaneda als Chanel
- Neil Large als Terry
- Lee Whitlock als Vince
- Jo Hartley als Carol
- Finbar Fitzgerald als Callum
- John Cooper Clarke als zichzelf
- Killa Kela als beatboxer
- Nathan "Flutebox" Lee als fluteboxer[1]
- Ben Drew als taxichauffeur (cameo)
- Joshua "MckNasty" McKenzie als pendrummer
- Amelia Eve als vrouw bij het station

## Soundtrack
Het soundtrackalbum werd uitgebracht op 23 juli 2012. De hiphopplaat bevat tevens nummers die na het uitbrengen van de film zijn opgenomen. Het behaalde de eerste plaats in de Britse albumhitlijst, de derde plaats in Ierland en de negende in Australië.